# Comté de Delta (Michigan)
Pour les articles homonymes, voir Comté de Delta.
Le comté de Delta (Delta County en anglais) est situé au sud de la péninsule supérieure de l'État du Michigan, sur la rive du lac Michigan. Son siège est à la ville d'Escanaba. Selon le recensement de 2000, sa population est de 38 520 habitants.

## Géographie
Le comté a une superficie de 5 158 km2, dont 3 030 km2 en surfaces terrestres.

### Comtés adjacents
- Comté d'Alger (nord)
- Comté de Marquette (nord-ouest)
- Comté de Menominee (sud-ouest)
- Comté de Schoolcraft (est)